# Лентинг, Акира
Акира Лентинг (яп. レンティング陽 Лентинг Акира, род. 11 августа 1990 года, Синано, Нагано) — японский лыжник, участник Олимпийских игр в Сочи. Более успешно выступает в дистанционных гонках.

## Карьера
В Кубке мира Лентинг дебютировал 20 ноября 2010 года, тогда же первый раз попал в тридцатку лучших на этапе Кубка мира, в эстафете. Всего на сегодняшний момент имеет 3 попадания в тридцатку лучших на этапах Кубка мира, 1 в личных гонках и 2 в командных. Лучшим достижением Лентинга в общем итоговом зачёте Кубка мира является 155-е место в сезоне 2013-14.
На Олимпийских играх 2014 года в Сочи занял 16-е место в эстафете.
За свою карьеру принимал участие в одном чемпионате мира, на чемпионате мира 2013 года его лучшим результатом в личных гонках стало 44-е место в скиатлоне.
Использует лыжи производства фирмы Fischer.